# Liste des gouverneurs du Ceylan néerlandais
Les Provinces-Unies sont arrivés sur l'île du Sri Lanka le 2 mai 1639 et des parties de l'île ont été incorporées en tant que colonie hollandaise administrée par la Compagnie néerlandaise des Indes orientales (VOC) en lieu donnant le nom du Ceylan néerlandais le 12 mai 1656.
Le premier gouverneur néerlandais, Willem Jacobszoon Coster fut nommé le 13 mars 1640.

## Liste des gouverneurs  (1640–1796)
| Portrait | Nom                                  | Date de naissance | Date de décès     | Gouverneur de     | Gouverneur jusqu'à |
| -------- | ------------------------------------ | ----------------- | ----------------- | ----------------- | ------------------ |
|          | Willem Jacobszoon Coster             | 1590              | 21 août 1640      | 13 mars 1640      | 1er août 1640      |
|          | Jan Thyszoon Payart                  | 1606              | -                 | 1er août 1640     | 24 mars 1646       |
|          | Joan Maetsuycker                     | 14 octobre 1606   | 24 janvier 1678   | 24 mars 1646      | 26 février 1650    |
|          | Jacob van Kittensteyn                | -                 | 26 décembre 1653  | 26 février 1650   | 11 octobre 1653    |
|          | Adriaan van der Meyden               | -                 | -                 | 11 octobre 1653   | 12 mai 1660        |
|          | Rijcklof van Goens                   | 24 juin 1619      | 14 novembre 1682  | 12 mai 1660       | 1661               |
|          | Adriaan van der Meyden (2ème fois)   | -                 | -                 | 1661              | 1663               |
|          | Rijcklof van Goens (2ème fois)       | 24 juin 1619      | 14 novembre 1682  | 1663              | 1663               |
|          | Jacob Hustaert                       | -                 | -                 | 27 décembre 1663  | 19 novembre 1664   |
|          | Adriaen Roothaes (intérimaire)       | < 1620            | 1672              | 19 novembre 1664  | Avril 1665         |
|          | Rijcklof van Goens (3ème fois)       | 24 juin 1619      | 14 novembre 1682  | avril 1665        | 1675               |
|          | Ryklof van Goens de jonge            | 11 juin 1642      | 14 mai 1687       | 1675              | 2 décembre 1679    |
|          | Laurens van Pyl                      | 1634              | 18 septembre 1705 | 3 décembre 1679   | 19 juin 1693       |
|          | Thomas van Rhee                      | 16 décembre 1634  | 31 mars 1701      | 19 juin 1693      | 29 janvier 1695    |
|          | Paulus van Rhoo (intérimaire)        | -                 | 30 juillet 1695   | 29 janvier 1695   | 30 juillet 1695    |
|          | Thomas van Rhee                      | 16 décembre 1634  | 31 mars 1701      | 9 août 1695       | 22 février 1697    |
|          | Gerrit de Heere                      | 1er mars 1657     | 26 novembre 1702  | 22 février 1697   | 26 novembre 1702   |
|          | Cornelis Joan Simons                 | < 1660            | 1727              | 11 mai 1703       | 22 novembre 1707   |
|          | Hendrik Becker                       | 3 août 1661       | 22 août 1722      | 22 novembre 1707  | 5 décembre 1716    |
|          | Isaak Augustyn Rumpf                 | 21 novembre 1673  | 11 juin 1723      | 5 décembre 1716   | 11 juin 1723       |
|          | Arnold Moll (intérimaire)            | 5 mai 1675        | 10 février 1729   | 21 juin 1723      | 12 janvier 1724    |
|          | Johannes Hertenberg                  | 15 avril 1668     | 19 octobre 1725   | 12 janvier 1724   | 19 octobre 1725    |
|          | Joan Paul Schaghen (intérimaire)     | 2 novembre 1689   | 12 décembre 1746  | 19 octobre 1725   | 16 septembre 1726  |
|          | Petrus Vuyst                         | 1691              | 19 mai 1732       | 16 septembre 1726 | 27 août 1729       |
|          | Stephanus Versluys                   | 20 août 1694      | 27 février 1736   | 27 août 1729      | 25 août 1732       |
|          | Gualterus Woutersz (intérimaire)     | 1670              | 5 février 1759    | 25 août 1732      | 2 décembre 1732    |
|          | Jacob Christiaan Pielat              | 27 août 1692      | 3 août 1740       | 2 décembre 1732   | 27 janvier 1734    |
|          | Diederik van Domburg                 | 15\|octobre\|1685 | 7 juin 1736       | 27 janvier 1734   | 7 juin 1736        |
|          | Jan Macaré (intérimaire)             | 5 juillet 1686    | 8 janvier 1742    | 7 juin 1736       | 23 juillet 1736    |
|          | Gustaaf Willem baron van Imhoff      | 8 août 1705       | 1er novembre 1750 | 23 juillet 1736   | 12 mars 1740       |
|          | Willem Maurits Bruyninck             | 24 janvier 1689   | -                 | 12 mars 1740      | 8 janvier 1742     |
|          | Daniel Overbeek                      | 13 mars 1695      | 29 juillet 1751   | 8 janvier 1742    | 11 mai 1743        |
|          | Julius Valentyn Stein van Gollenesse | 17 février 1691   | 13 janvier 1755   | 11 mai 1743       | 6 mai 1751         |
|          | Gerard Joan Vreeland                 | 27 novembre 1711  | 26 février 1752   | 6 mai 1751        | 26 février 1752    |
|          | Jacob de Jong (intérimaire)          | 1700              | 1764              | 26 février 1752   | 10 septembre 1752  |
|          | Joan Gideon Loten                    | 16 mai 1710       | 25 février 1789   | 10 septembre 1752 | 17 mars 1757       |
|          | Jan Schreuder                        | 12 février 1704   | 16 janvier 1764   | 17 mars 1757      | 17 septembre 1762  |
|          | Lubbert Jan van Eck                  | 26 mars 1719      | 1er avril 1765    | 17 septembre 1762 | 1er avril 1765     |
|          | Anthony Mooyart (intérimaire)        | 6 décembre 1698   | 1er janvier 1767  | 13 mai 1765       | 7 août 1765        |
|          | Iman Willem Falck                    | 25 mars 1736      | 6 février 1785    | 7 août 1765       | 5 février 1785     |
|          | Willem Jacob van de Graaf            | 28 mai 1737       | 10 mars 1804      | 7 février 1785    | 15 juillet 1794    |
|          | Johan van Angelbeek                  | 1727              | 2 septembre 1799  | 15 juillet 1794   | 16 février 1796    |